# São Gabriel da Palha

São Gabriel da Palha este un oraș în statul Espírito Santo (ES) din Brazilia.